# 육진 방언
육진 방언(六鎭方言, 륙진 방언)은 조선 초기에 개척된 육진이 있던 지역에서 쓰이는 한국어의 방언이다. 동북 방언의 일종으로 분류되나, 구개음화의 부재나 특징적 어휘 등 일반적인 동북 방언과도 다른 특질이 나타나기 때문에 별개의 방언으로 분류되기도 한다. 자칭으로 뉴웁말(六邑말)로 부른다.

## 역사

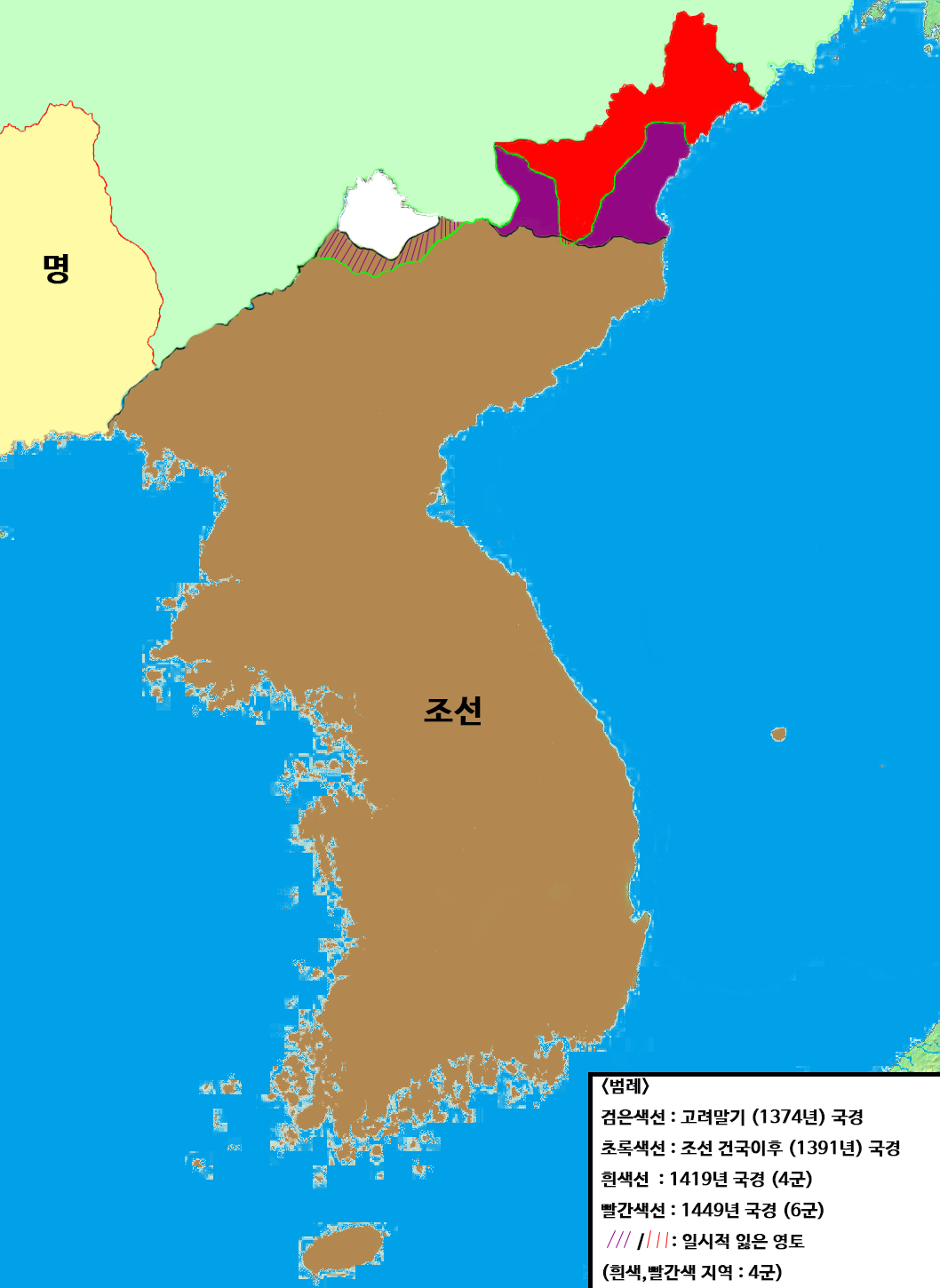
육진 지역이 붉은색 부분으로 표시되어 있다.

육진(六鎭)이라는 말은 조선 세종이 이 지역을 개척하고 여섯 진을 설치한 데서 유래한다. 다만 당시 육진의 하나인 부령(富寧)은 이 방언권에서 제외된다. 국토의 동북단에 위치한 육진 지역은 국어의 변화를 주도하는 중부 지역으로부터 멀리 떨어져 있어 잔재 지역의 성격을 지녀, 변화의 물결이 두루 미치지 못하여 음운이나 어휘 면에서 옛말을 많이 지니고 있는 반면, 이 지역에서 독자적으로 형성된 방언 특징도 있다. 함경도 방언 내에서도 이질적인 요소를 많이 지니고 있다 보니 이 방언권을 ‘방언 섬’이라 이르기도 한다.
다만 현대에는 표준어의 보급으로 음운 특징은 일부 노인층에만 남아 있으며 외부에 대해 상당히 고립되어 있음에도 특징이 사라져 가고 있다. 현대에 연구자들은 고려말에 대한 조사를 통해 육진 방언을 간접적으로 연구하기도 한다.

## 음운
모음은 'ㅣ, ㅔ, ㅐ, ㅡ, ㅓ, ㅏ, ㅜ, ㅗ'의 여덟으로 이루어진다. 이중모음의 ‘외’는 대체로 ‘ㅙ’, ‘위’는 [wi], ‘의’는 ‘ㅣ’로 발음된다.
육진 방언에는 중세국어의 특징이 많이 잔존하여 있다. 이 중 상당수는 동북 방언이나 타 방언에서도 나타나는 것이지만, 육진 방언에서는 그 음운적 보수성이 특히 강하게 나타난다. 대표적 특징으로, 성조가 강하게 남아있어 말의 높낮이가 의미를 구분하기도 하는 것을 들 수 있다.
- 예) 말[馬](저조), 말[言](고조)

중세국어의 ‘ㅸ’ ‘ㅿ’ ‘ㅇ’ 발음이 표준어와 달리 ‘ㄱ’ ‘ㅂ’ ‘ㅅ’로 변형되어 나타난다. 이는 기타 함경도 방언과 같다.
- 기슴·지슴(김), 쯔슴(쯤), 가슬(가을), 섶(옆)

또한 표준어에서는 나타나지 않는 중세 한국어의 자모음 조합이 잔존하여 있다. 곧, 구개음화 등의 근대 음운변화가 거의 존재하지 않는다.
- 예) '둏다'(좋다), '뎌'(저), '딮'(짚), '뎔귀'(절구), '뎍다'(적다), '댱시'(상인), '-텨르'(-처럼): 구개음화의 부재
- 예) '닐굽'(일곱), '닢'(잎), '니매'(이마), '녛다'(넣다), '뇽'(龍): 어두의 '니' 발음의 잔존

중세의 /sj/(sh) 발음이 /s/로 변하지 않은 경우가 많다. 이 특징은 함남 방언이나 평북 방언에서도 간혹 나타난다.
- 예) '셔분하다'(서운하다), '무셥다'(무섭다), '셰샹'(세상)

이외에도 "켜다"를 "써다"로 발음하는데, 이것은 중세어형인 "ᅘᅧ다"가 구개음화한 것으로 동남방언에도 남아있는 특징이다.
육진 내에서도 음운에 있어서 지역마다 다소 차이가 존재하기도 한다. 가령 회령, 종성 등지에서는 구개음 화가 일어나지 않은 것은 같으나 평안도방언과 비슷하게 반모음이 탈락한 '돟다, 덕다, 탁실하다' 등의 표현이 쓰인다. 한편 육진 북부에서는 아래아 발음이 'ㅗ' 발음으로 변화된 특징이 강하게 나타난다.
- 예) '모디'(마디), '몯아바니'(맏아버지), '볿다'(밟다), '뽈다'(빨다)

그러나 이러한 음운적 특징들은 근현대에 들어 표준어 보급으로 인해 빠르게 사라져가고 있으며, 젊은 층에서는 이미 상당 부분 나타나지 않기도 한다.

## 어휘
타 동북 방언의 특징적 어휘들은 육진 방언에서도 나타나는데, 음운적 특징 때문에 형태가 변하는 경우가 많다.
표준어와 꼴은 같으나 뜻은 다른 어휘도 있다. 예를 들면,
- 반반: 표준어에서 반반하다(쓸만하고 보기가 좋다)라고 쓰이는 것이 육진방언에서는 어근이 부사화하여, '완전히'라는 다른 뜻으로 쓰인다. ex)반반 싹 나가지(완전히 모두 나가지)
- 짱짱하다: 표준어에서 '굳세다'는 뜻으로 쓰이는데 반해 육진방언에서는 차다[寒]는 뜻으로 쓰인다.[2]

또한 지역적 특성으로 인해 중국어나 러시아어로부터의 차용어가 많다. 다두배채(양배추), 촨(船, 배), 승천(剩錢, 거스름돈), 마우재(毛子, 러시아인) 등은 중국어로부터의 차용어이고, 비지깨(Спичка, 성냥), 마선(машина, 재봉기계), 거르만(карман, 주머니) 등은 러시아어로부터의 차용어이다. 여진어의 흔적도 어휘나 고유명사에서 보이는데, 새를 잡는 올가미를 뜻하는 '탄', 송어를 의미하는 '야리' 등이 여진어에서 비롯된 말이다.

## 문법
주격 조사 '-가'가 잘 사용되지 않아 주격은 거의 '-이'만으로 구성되며, 드물게 '-이가'가 사용되기도 한다. 이외에 목적격조사는 'ㄹ(으)', 여격조사는 '-게', '-께', 공동격조사는 '-가' 등이 있다.
- '코이 크다' - 코가 크다
- '책으 닑어라' - 책을 읽어라
- '동생께 개애다 주오' - 동생에게 가져다 주시오
- '여스가 슬기' - 여우와 살쾡이

보조사로 '-(으)느(ㄴ), '이라', '으란', '-아부라'(-조차) 등이 있다.
- '나느'(나-는), '책으느'(책-은)
- '비라 오문'(비가 오면)
- '네아부라'(너조차)

또한 여타 함경도 방언과 같이, 표준어의 ㅂ·ㅅ·ㄷ 불규칙활용 어간이 규칙활용된다.
- 예) 곱아서(고와서), 닛어서(이어서)

중세 한국어의 특이한 곡용이 남아있기도 한데, 일례로 '나무'는 '낭기'(주격), '낭그'(목적격), '낭글르'(도구격), '낭게서'(처격), '나무두'(조사 '-도') 등으로 활용 변화되며, '니르다'(읽다)도 '닑어라, 니르니, 니르구'와 같이 활용된다.
청자높임법은 청자높임법은 ‘하압소’ ‘하오’ ‘해라’의 세 등급 체계인데, '하오'체는 표준어의 '하오'~'하게' 정도의 존대에 해당하여 비교적 자주 쓰인다. 존대어에서 '-읍/습꾸마', '-읍/습꿔니'의 어미가 쓰이는 것이 특징적이며, 평대어에서 어미 '-오/소'는 단순 서술뿐 아니라 명령문이나 의문문에서도 쓰인다. 청유법에서는 '-겝소(깁소)'(하압소체), '-게오(기오)'(하오체), '-라'(해라체) 등의 접사가 쓰이며, 의문법에서는 '-(ㅅ)음둥' 등 특징적인 말이 쓰인다.
- '어시래 오오' - 어서(빨리) 오시오

통사 구조상의 특징으로는, 목적어 중출문이 흔히 쓰인다는 점을 들 수 있다.
- '아르 우티르 닙히오' - 아이에게 옷을 입히시오

또한 부정부사의 일반적 위치가 표준어에서와 다르다는 점도 구조적 특징이다.
- '영게사 떠 못 나오' - 여기서 못 떠나오
- '안즉 닑어 못 보앗소' - 아직 못 읽어 보았소

## 참고 문헌
- 한진건 (2003년 1월 29일). 《륙진방언연구》. 역락. 428쪽. ISBN 89-5556-185-7.